# 조시 소여
조슈아 에릭 소여(Joshua Eric Sawyer, 1975년 10월 18일 ~ )는 미국의 비디오 게임 디자이너이다. 주로 조시 소여(Josh Sawyer, JSawyer)로 롤플레잉 비디오 게임 디자이너로서 알려져있다. 위스콘신주 포트 앳킨슨 출신으로, 로렌스 대학교에서 역사학을 전공했다. 1999년 블랙 아일 스튜디오의 웹 디자이너로 경력을 시작하여 《아이스윈드 데일 II》의 리드 디자이너가 되었다. 2005년 옵시디언 엔터테인먼트로 옮겨 《네버윈터 나이츠 2》의 리드 디자이너, 《폴아웃: 뉴 베가스》의 프로젝트 디렉터 겸 리드 디자이너 등으로 참여했다.